# Kölner Domglocken

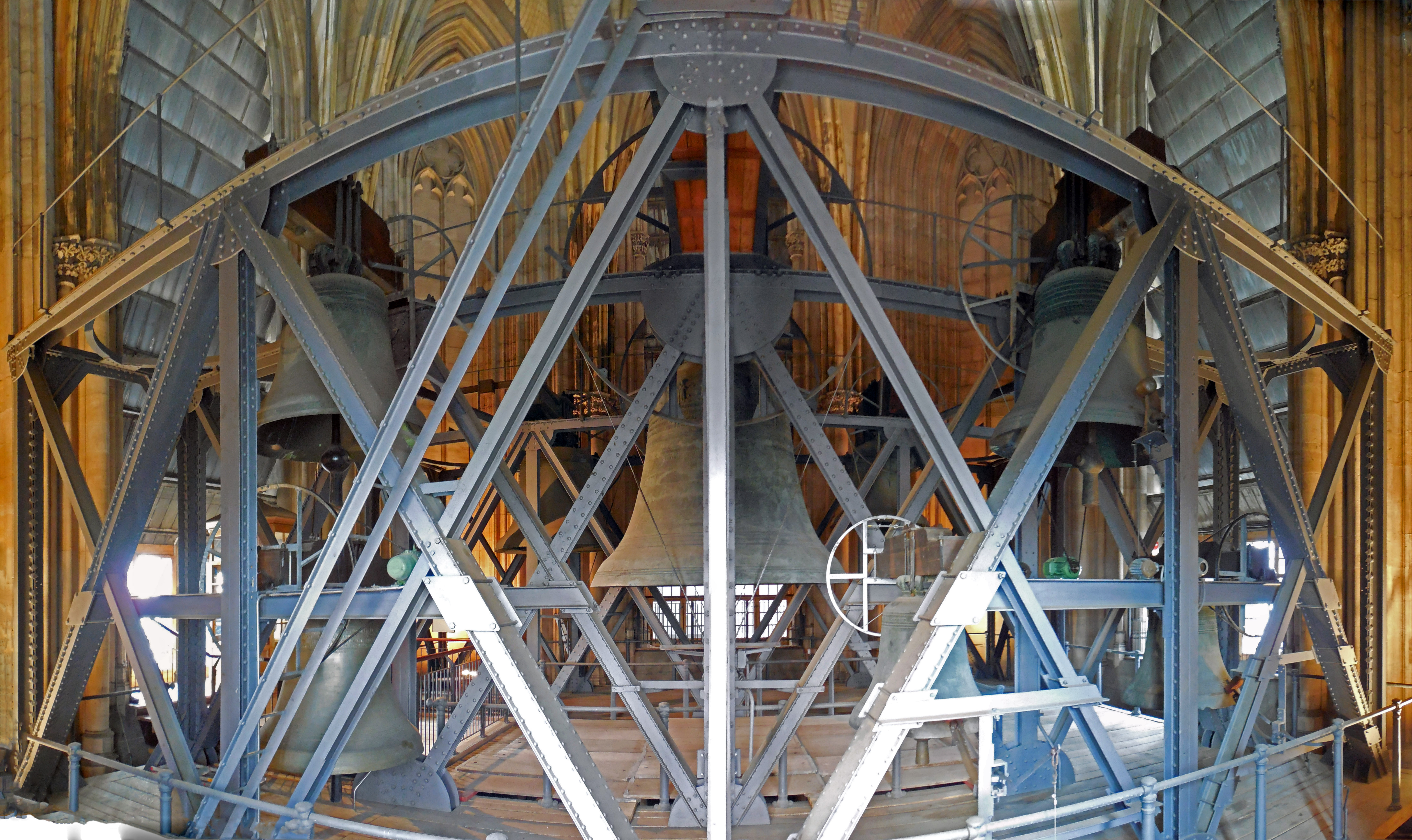
Hauptgeläut, fotografiert von Süden

Das Geläut des Kölner Domes ist eines der größten und historisch bedeutsamsten Kathedralgeläute überhaupt, dessen Individualität in der Zusammenstellung von zwölf sehr charakteristischen Glocken begründet liegt. 
Tragendes Fundament des Domgeläuts ist die 1923 gegossene, rund 24 Tonnen schwere Petersglocke; sie ist eine der größten schwingend geläuteten Glocken der Welt. Mit Ablieferung ihrer Vorgängerin zum Ersten Weltkrieg, der sog. Kaiserglocke von 1874, sowie Bruch und Absturz des Klöppels 2011 hat sie eine besondere Geschichte. 

## Hauptgeläut im Südturm
Im Südturm hängt das Hauptgeläut. Es umfasst 8 Glocken, die in einem Stahlglockenstuhl hängen. Der Glockenstuhl ist in drei Gefache unterteilt. Im mittleren Gefach hängt die Petersglocke aus dem Jahr 1923, die von den Kölnern liebevoll als der D’r decke Pitter oder decker Pitter (d. h. dicker Peter) genannt wird. Im nördlichen Gefach hängen hintereinander die beiden großen spätmittelalterlichen Glocken (die Pretiosa von 1448 und die Speciosa von 1449). Im südlichen Gefach hängen hintereinander die restlichen fünf Glocken; in der oberen Hälfte hängen die beiden Glocken vom Ende des 19. Jahrhunderts (Dreikönigenglocke und Ursulaglocke), in der unteren Hälfte die drei kleinen Glocken (Josephsglocke, Kapitelsglocke und Aveglocke). Sämtliche Glocken werden elektrisch angetrieben, die Petersglocke durch zwei Motoren.

### Technische Daten
| Nr. | Name                         | Gussjahr | Gießer, Gussort                                                         | Durchmesser (mm, ca.) | Masse (kg, ca.) | Schlagton (HT-1⁄16) | Vorgängerinnen                       | Audio |
| --- | ---------------------------- | -------- | ----------------------------------------------------------------------- | --------------------- | --------------- | ------------------- | ------------------------------------ | ----- |
| 1   | Petersglocke (Dicker Pitter) | 1923     | K. Richard Heinrich Ulrich, Apolda                                      | 3.220                 | 24.000          | c0 −5               | Kaiserglocke (1874)                  |       |
| 2   | Pretiosa                     | 1448     | Heinrich Brodermann & Christian Cloit, Köln                             | 2.400                 | 10.500          | g0 +1               | Pretiosa (um 1360?, 1418?, 1437)     |       |
| 3   | Speciosa (Marienglocke)      | 1449     | Johannes (Hoer[n]ken) de Vechel, Köln                                   | 2.030                 | 05.600          | a0 −2               | ?                                    |       |
| 4   | Dreikönigenglocke            | 1880     | Carl Louis Hermann Große, Dresden                                       | 1.740                 | 03.800          | h0 +5               | Dreikönigenglocke (1418, 1693, 1862) |       |
| 5   | Ursulaglocke                 | 1862     | Joseph Beduwe, Aachen                                                   | 1.600                 | 02.550          | c1 +5               |                                      |       |
| 6   | Josephsglocke                | 1998     | Hans A. Mark & Cornelia Mark-Maas, Eifeler Glockengießerei, Brockscheid | 1.468                 | 02.110          | d1 +2               | Josephsglocke (1990)                 |       |
| 7   | Kapitelsglocke (Karlsglocke) | 1911     | Karl (I) Otto, Bremen-Hemelingen                                        | 1.287                 | 01.400          | e1 ±0               | Brandglocke (1621)                   |       |
| 8   | Aveglocke                    | 1911     | Karl (I) Otto, Bremen-Hemelingen                                        | 1.080                 | 00.780          | g1 ±0               |                                      |       |

- Anmerkungen

1. ↑  Die Brandglocke bzw. Kapitelsglocke von 1621 ist heute als Klaraglocke Teil des Chorgeläuts im Vierungsturm.

### Inschriften
| Bild              | Nr. | Name                         | Inschriften |
| Petersglocke      | 1   | Petersglocke (Dicker Pitter) | IM JAHRE 1922 NACH CHRISTI GEBURT ◊ 600 JAHRE NACH DER DOMWEIHE ◊ UNTER DER REGIERUNG DES PAPSTES PIUS XI ◊ DES ERZBISCHOFS KARL JOSEPH KARDINAL SCHULTE ◊ UNTER DER AMTSFÜHRUNG DES DOMPROPSTES ARNOLD MIDDENDORF ◊ DES DOMDECHANTEN UND WEIHBISCHOFS PETRUS LAUSBERG ◊ DER DOMKAPITULARE WINAND BLANK ◊ ARNOLD STEFFENS ◊ JOSEPH ROMUNDE ◊ KARL COHEN ◊ JOSEPH VOGT ◊ ADOLF OTT ◊ FRIEDRICH GRAF SPEE ◊ OTTO PASCHEN ◊ CHRISTIAN BERRENRATH ◊ JOSEPH STOFFELS ◊ WURDE ICH ZU APOLDA VOM MEISTER HEINR. ULRICH GEGOSSEN ◊ DIE MITTEL GABEN DAS DEUTSCHE REICH ◊ DER PREUSSISCHE STAAT UND VATERLÄNDISCH GESINNTE BÜRGER KÖLNS |
| Pretiosa          | 2   | Pretiosa                     | INSIGNIS STATUS ECCLESIE PROVIDUS SENATUS * CONCILII SANCTE PARILES UOTIS CIUITATIS * HUIUS CUM RELIQUIS GEMINI SEXUS DEO NOTIS * DENUO CONFLARI DANT ME SIMUL ET REOUARI * SUM[M]E CHRISTIFERE PETRI REGUM SUB HONORE * ◊ * ◊ * ◊ * CANTUM REDDO CHORIS UETITUM PRO SINGULIS HORIS * TERQ REFORMATA QUATRO PRECIOSA UOCATA * MILLE QUADRINGENTIS QUADRAGENIS OCTO DONATIS * DUM SONO TRISTATUR DEMON XPS UENERATUR * BRODERMAN HEINRICH CLOIT CHRISTIAN HANT GEMACHET MICH * ◊ * (Der ausgezeichnete Stand der Kirche und der umsichtige Senat mit den Wünschen des Rates dieser heiligen Stadt sich vereinend, zusammen mit den übrigen dieser beiden Stände, die Gott unterscheidet, ließen mich wiederum gießen und erneuern, der Christusträgerin, Petrus und den Königen zu Ehren. Zu jeder Stunde gebe ich den Chören den Gesang zurück, was verhindert war. Dreimal umgeformt, beim vierten als „kostbar“ gepriesen. Eintausendvierhundertachtundvierzig [Jahre] waren gegeben. Der Teufel wird betrübt, wenn ich erklinge, aber Christus verehrt. Heinrich Brodermann und Christian Cloit haben mich geschaffen.) |
| Speciosa          | 3   | Speciosa                     | SUM GRANDIS SONOROSE SOROR TESTIS MICHI FACTOR * CUIUS HEROS FANI DECOR ET RESONANTIA TONI * ◊ * MOUIT QUOD FIERI DANT ME SUB HONORE PATRONI * ◊ * UT SOCIEM SOCIAM REDDENDO TONIS MELODIAM * PELLO NIMBOSA UOCOR IDCIRCO SPECIOSA * ANNIS GERMANE SEMEL I IUNCTUM MICHI PLANE * ◊ * IOHANNES DE VECHEL * (Ich bin, dafür sei mir der Schöpfer Zeuge, die Schwester der Großen und Klangreichen, deren Schmuck und Harmonie des Klanges die Herren der Kirche veranlasste, mich, Christus zur Ehre, gießen zu lassen, damit ich, der Gefährtin zugesellt, den Tönen Wohlklang wiedergebe. Deshalb werde ich die Schöne genannt und vertreibe die stürmischen Wolken. Den Jahren der Schwester ist mir einmal eines hinzugefügt.) |
| Dreikönigenglocke | 4   | Dreikönigenglocke            | AVE MARIA GRATIA PLENA DOMINVS TECVM BENEDICTA TV IN MVLIERIBVS ET BENEDICTVS FRVCTVS VENTRIS TVI IESVS ◊ CVIVS INCVNABVLA CASPAR MELCHIOR BALTHASAR STELLA FVCE VENERATI SVNT. PETRVS FILIVM DIE VIVI PROFESSVS EST. ◊ FVSA A. MCCCCXVIII DISRVPTA PROCVRANTE HENRICO MERING PR(es)B(iter)O CANONICO MAGISTRO FABRICAE PER IOANNEM BOVRLET REFVSA A. MDCXXXXIII. ◊ PRAECLARIS REGIBVS SVM DICATA TVRRIBVS PERFECTIS RENOVATA DISRUPTA DENUO ET SUMPTIBUS FABRICAE METROPOLITANAE PER JOSEPHUM BEDUWE AQUISGRANI REFUSA A : MDCCCLXII. SUMPTIBUS FABRICAE ECCLESIAE METROPOLITANAE I. G. GROSSE DRESDENAE ME REFUDIT A. D. MDCCCLXXX. IOSEPH CLEMENS ARCHIE COLL S. R. I. PN EL V. TR BAV DVX. METALLVM SVPPLEVIT (Gegrüßet seist du, Maria, voll der Gnade, der Herr ist mit dir, du bist gebenedeit unter den Frauen, und gebenedeit ist die Frucht deines Leibes, Jesus, den in der Gestalt des Kindes Caspar, Melchior und Balthasar, vom Sterne geführt, angebetet haben und den Petrus als den Sohn des lebendigen Gottes öffentlich bekannt hat. Gegossen im Jahre 1418, gesprungen und auf Betreiben des Priester-Kanonikers und Kustos Heinrich Mering von Johann Bourlet neugegossen im Jahre 1693. Den erhabenen Königen bin ich geweiht und nach Vollendung der Türme erneuert.) |
| Ursulaglocke      | 5   | Ursulaglocke                 | ECCLESIAE METROPOLITANAE NAVI PERFECTA AD CIENDUM PLENIOREM CAMPANARUM CONCENTUM FABRICAE SUMPTIBUS FUSA ET SANCTAE URSULAE CIVITATIS COLONIENSIS PATRONAE DEDICATA ANNO MDCCCLXII. JOHANNES S. R. E. CARDINALIS DE GEISSEL ARCHIEPISCOPUS COLONIENSIS. JOS. BEDUWE AQUISGRANENSIS ME FUDIT (Nach Vollendung des Schiffes der Metropolitankirche wurde ich, um einen volleren Zusammenklang der Glocken zu erreichen, auf Kosten der Fabrik gegossen und der heiligen Ursula, der Patronin der Stadt Köln, geweiht im Jahre 1862.) |
| Josephsglocke     | 6   | Josephsglocke                | mIssVs est angeLVs gabrIeL a Deo In cIvItatem nazareth ad VIrgInem desponsatam VIro CVI nomen erat Ioseph de domo daVId et nomen VIgInIs MarIa et IngressVs angeLVs ad eam dIXIt aVe gratIa pLena domInVs teCVm (Der Engel Gabriel wurde von Gott in die Stadt Nazareth gesandt zu einer Jungfrau, die verlobt war mit einem Manne namens Joseph aus dem Hause Davids, und der Name der Jungfrau war Maria. Und der Engel trat zu ihr ein und sprach: „Sei gegrüßet, du Begnadete, der Herr ist mit dir.“) Zu Ehren des heiligen Joseph und zur Erinnerung an Joseph Kardinal Frings und Joseph Kardinal Höffner gestiftet von der Bürgergesellschaft Köln von 1863 und gegossen von Hans August und Cornelia Charlotte Mark in Brockscheid. |
| Kapitelsglocke    | 7   | Kapitelsglocke               | FELIX FAVSTAQVE COLONIA QVAE IESV CHRISTO DEI FILIO IN EVCHARISTIA LATENTI CATHOLICI ORBIS LAVDES OBTVLISTI (1911) FUSA SUM ANTONIO CARD: FISCHER IN COLONIENSI S. MATERNI CATHEDRA SEDENTE. CAROLO BERLAGE PRAEPOSITURAE CAPITULI METROP. V IUSTRA FELICITER COMPLENTE. JOSEPHO MUELLER EPO. TIT. SAREPT. ET SUFFR. COLON. DECANI MUNERE FUNGENTE, DUM ESSENT CANONICI: ALEXANDER SCHNÜTGEN. CAROLUS KREUTZWALD. CAROLUS HESPERS. HENRICUS LUDWIGS. WINANDUS BLANK. FRANCISKUS DUESTERWALD. ARNOLDUS STEFFENS. JOHANNES WEINAND. JOSEPHUS ROMUNDE. CAROLUS COHEN. (Glückliches Köln, das du dem in der Hostie verborgenen Sohn Gottes, Jesus Christus, das Lob der katholischen Welt kundgetan hast. Ich wurde gegossen, als Antonius Cardinal Fischer in Köln den Lehrstuhl des hl. Maternus innehatte, Karl Berlage im Amt des Propstes des Metropolitankapitels fünf Lustren glücklich vollendet hatte, Joseph Müller Titularbischof von Sarepta und als Weihbischof in Köln Domdechant war, während Alexander Schnütgen, Karl Kreutzwald, Karl Hespers, Heinrich Ludwigs, Winand Blank, Franziskus Düsterwald, Arnold Steffens, Johannes Weinand, Joseph Romunde und Karl Cohen Domkapitulare waren.)                                                                                   |
| Aveglocke         | 8   | Aveglocke                    | EN. CELUM. MATRE. QUEM. TERRA. PARIT. SINE. PATRE. PANIS. MONSTRATUR. DEUS. EST. CARO. VIVA. LEVATUR (Siehe, o Erde, den Himmel von der Mutter ohne Vater gebiert, er wird als Brot gezeigt, ist Gott, und wird als lebendiges Fleisch erhoben.) |

## Chorgeläut im Vierungsturm
Im Dachreiter über der Vierung hängen vier weitere kleinere Glocken aus dem 14., 17. und 18. Jahrhundert; sie bilden das sog. Chorgeläut. Im März 2023 wurde die kleinste Glocke, die Klaraglocke von 1621, wieder im Vierungsturm aufgehängt. Sie hing zuvor bis 1981 an der östlichen Außenseite des Südquerhaushochdaches und wurde bis 1920 zur Kapitelsmesse am Donnerstag sowie als Alarmglocke geläutet, weswegen sie als alte Kapitels- oder Brandglocke bezeichnet wurde.

### Technische Daten
| Nr. | Name                                                | Gussjahr     | Gießer, Gussort         | Durchmesser (mm) | Masse (kg) | Schlagton (HT-1⁄16) | Audio |
| 09  | Angelusglocke (ehem. Aveglocke)                     | Anf. 14. Jh. | unbekannt               | 1.047            | 762        | gis1 +2             |       |
| 10  | Mettglocke (ehem. Capitelsglocke)                   | 1719         | Antonius Cobelenz, Cöln | 0.788            | 280        | h1 +7               |       |
| 11  | Wandlungsglocke (ehem. Uhrglocke)                   | Anf. 14. Jh. | unbekannt               | 0.806            | 428        | e2 −2               |       |
| 12  | Klaraglocke (ehem. Alte Kapitels- oder Brandglocke) | 1621         |                         | 0.480            | 70         | g2                  |       |

### Inschriften
| Bild            | Nr. | Name                              | Inschrift |
| Angelusglocke   | 09  | Angelusglocke (ehem. Aveglocke)   | † EN • CELVM • MATRE • QVEM • TERRA •PARIT • SINE •PATRE • PANIS • MONSTRATUR • DEVS • EST • CARO • VIVA • LEVATVR (Siehe, o Erde, den Himmel von der Mutter ohne Vater gebiert, er wird als Brot gezeigt, ist Gott, und wird als lebendiges Fleisch erhoben.) |
| Mettglocke      | 10  | Mettglocke (ehem. Capitelsglocke) | HERR WILHELM HENRICH GOHR THUMBRHENT – MEISTER. ANTONIUS COBELENZ ME FECIT COLONIAE ANNO 1719 (Antonius Cobelenz stellte mich her in Köln im Jahre 1719.) |
| Wandlungsglocke | 11  | Wandlungsglocke (ehem. Uhrglocke) | (ohne Inschrift) |